# 한천정사
한천정사(寒泉精舍)는 경상북도 안동시 예안면 태곡리에 있다. 2010년 3월 12일 안동시의 문화유산 제45호로 지정되었다.